# Dusty Glacier
Dusty Glacier är en glaciär i Kanada.   Den ligger i territoriet Yukon, i den västra delen av landet, 4 300 km väster om huvudstaden Ottawa. Dusty Glacier ligger 1 232 meter över havet.
Terrängen runt Dusty Glacier är varierad. Trakten runt Dusty Glacier är nära nog obefolkad, med mindre än två invånare per kvadratkilometer.. Det finns inga samhällen i närheten.
Trakten runt Dusty Glacier är permanent täckt av is och snö.